# ハーバート・スペンサー

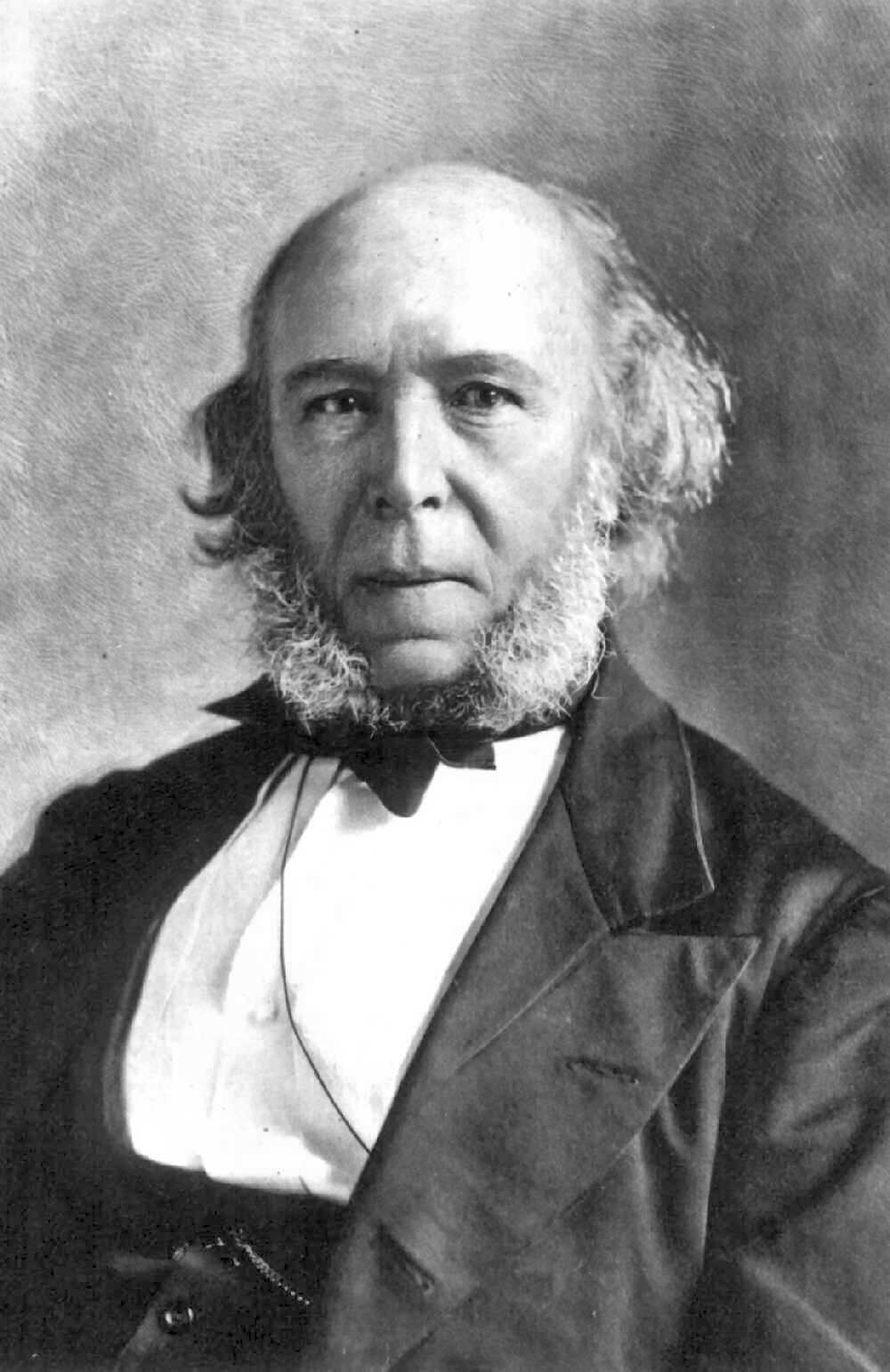
ハーバート・スペンサー

ハーバート・スペンサー（Herbert Spencer、1820年4月27日 - 1903年12月8日）は、イギリスの哲学者、社会学者、倫理学者。チャールズ・ダーウィンの『種の起源』を読み、そこで表現されている自然選択説を適者生存（survival of the fittest）と言い換えた（『生物学の原理』(1864)）ことで知られる。スペンサーは適者生存を生物の進化に限らず、社会学や倫理学にも応用して議論を展開した。
スペンサーの著作は多岐にわたり、倫理学、宗教学、人類学、経済学、政治理論、哲学、文学、天文学、生物学、社会学、心理学など幅広い分野に貢献する博識者として知られている。

## 略歴
1820年、イングランド、ダービーの非英国国教会（非国教徒）の家庭に生まれる。父親のウィリアム・ジョージ・スペンサーはメソジスト派からクエーカーに改宗したことで知られ、息子ハーバートにあらゆる権威に対して対抗するような心性を伝えようとした。ジョージ・スペンサーは、ヨハン・ハインリッヒ・ペスタロッチの進歩的な教授法に基づいて設立された学校を経営し、チャールズ・ダーウィンの祖父であるエラズマス・ダーウィンが1783年に設立した科学協会であるダービー哲学協会の書記を務めた。ジョージはハーバートにエラズマス・ダーウィンのとジャン＝バティスト・ラマルクの進化の概念を伝えた。
はじめは教師であった父の方針で学校教育を受けず、家庭で教育を受けたが、その後叔父トーマス・スペンサーの経営する寄宿学校でラテン語や数学、物理学などを学んだ。トーマスは甥に、自由貿易と反国家主義的な政治見解を教えた。
1837年、17歳でロンドン・バーミンガム鉄道（ロンドンに走る初の都市間鉄道、1838年に公式にロンドンからバーミンガムまで開通している）の鉄道技師として働き始め、空いた時間に著作活動を行なった。
1840年頃、鉄道工事の現場を見て地質学に関心を持ちライエル『地質学原理』（1830-1833）を手に取る。そこから第2巻ラマルク主義進化思想を徹底的に批判していたところからラマルクを知る。定向進化、用不用説（よく使用されるものが発達し、そうでないものが衰退する）を学ぶ。
1843年に最初の著作『政府の適正領域(Proper Sphere of Government)』を刊行。友人への手紙にて「漸進主義」gradualismとして「もし或る国民が武力によって自己を解放し、これらの道義的試練（絶対主義など）を経ずにゴールに致達するような場合には、彼らの自由は長く続くとは考えられません」と書く。
1846年、骨相学に傾倒し、頭骨を計測する装置セファログラフを設計するほど入れ込む。スペンサーは、骨相学からは心の機能と脳神経が対応することを学んだ。更には骨相学で唱えられている機能の局在は、局在する場所や仕様が違うのではないかという議論まで真剣にしている。
1840年代中盤に『ザ・ゾイスト誌』（1843-1846）という骨相学とメスメリズムの融合を考えた雑誌に3本の論文を寄せている。『ゾイスト誌』に1844年に『驚きの器官に関する一理論』という論文を投稿している。『ザ・ゾイスト誌』の創業者は元々骨相が学であるのと、「人間の精神構造を支配する法則を少なからず理解するための実践的な科学との接続と調和」をテーマとして考えていた雑誌。
1848年から1853年のあいだ経済誌『エコノミスト』誌の副編集長を務める。
1851年、副編集長を務める間に、最初の本『社会静学』（『社会平権論』Social Statics）をジョン・チャップマンによって出版した。『社会静学』には、人間性が社会生活の要求に応えるようになれば、必然的に国家は衰退するだろうと予見している。この本を、コント(Comete,A)の「社会静学」（Statique sociale）や統計学（statistics）と区別する意味でDemostaticsという表題にしたかったが、出版社やその他の人々の反対で、やむなくSocial Staticsとしたが、自分はこの本を「社会的、政治的な道徳の体系」Asystem of Social and political moralityとして提起したと言っている。第16章は婦人の権利The Rights of Women。この本の、この章では人類の幸福のための基本的な条件である「平等な自由の原理」law of equal freedomの一環としての男女の平等を帰納的であるより、むしろ演繹的に論証しようと試みているといって差し支えない。1878～1879年フェノロサ講義「無関（レーセフ）論」ではこの本を教科書としている。
このころ『ウェストミニスター・レビュー』を発行していたジョン・チャップマンのサロンに招待されたスペンサーは、ジョン・スチュアート・ミル、ハリエット・マーティノー、ジョージ・ヘンリー・ルイス、メアリー・アン・エヴァンス（ジョージ・エリオット）など、ロンドンの急進的な思想家やジャーナリストと知遇を得ることとなった。またスペンサーはトーマス・ヘンリー・ハクスレーとも親交を深めることとなる。なかでもエヴァンスとルイスとの縁によって、ミルの『論理学の体系』（Ｊ．Ｓ．ミルの『論理学体系』をスペンサーはこの頃くらいから本格的に読んでいる。）、オーギュスト・コントの実証主義に出会ったことは、スペンサーの生涯のライフワークを決めたといえるだろう。
1853年に叔父の遺産を相続すると副編集長の職を辞し、在野の研究者として著述に専念することとなった。
1853年『干渉論』Over-Legislation、「余は立法干渉の当否に疑問を抱く者なり」
1854年『科学の起源』The Genesis of Science、この著作は、1852年コント著『実証哲学講義』の攻撃を兼ねたもの。それでは「科学（的知識）の業績と日常的非方法的思考の業績は、せいぜい表面的な区別にすぎないことを知る必要がある。家庭や田畑での最も平凡な行動さえ、事実が総合され、推理が行われ、結果が予想されていることを前提にしており、予想された現象と現実の現象との間には完全な一致がある。そしてこれ以上のことは、特に厳密とされる科学の最高の業績についても期待できない」と主張している。
1855年7月『心理学原理』初版で、精神の現象を進化論的観点から説明した。後にウィリアム・ジェームズは1876年にハーバード大学生理学助教授になり「生理学的心理学」を開講した際、『心理学原理』を用いた。
1857年『進歩について－その法則と原因』Progress its Law and Course、進化論の同質性から多様性を論じた。『進歩、その法則』はWestminster Reviewの4月号に掲載されているようで、同じ年にNational Reviewでは『生理学の究極的原理』を掲載している。
1858年に、「総合哲学体系」と称した一連の研究計画を発表した。これは進化の原理が生物学だけでなく、心理学や社会学、道徳にまで適用可能だと実証することも目的としたものでした。当初の予定では20年かかるとおもわれた出版計画は最終的に40年かけて完成することとなった。
1859年、ダーウィンの『種の起源』出版。スペンサーはそれ以前から進化に関する構想を打ち明けていた。
1862年から『総合哲学体系』Synthetic Philosophyシリーズの最初『第一原理』First Principlesを発刊。その後『生物学原理』Principles of Biology、『心理学原理』Principles of Psychology、『社会学原理』Principles of Sociology、『倫理学原理』Principles of Ethicsと刊行し、1896年に完結。自然、生物、人間社会を貫く原理ととしての「進化」を掲げた。
1864年『諸科学の分類』The Classification of the Science
『コント氏の哲学に反対する理由』Reasons for Dissenting from the Philosophy of Mr.Conteでは、コントからの独立を明らかにしたいという願望が非常に強かったと同時に、他方では、多くのコント支持者の怒りを買うことを恐れていたように思われる。1864年4月にＪ．Ｓ．ミルがスペンサーとコントの違いについて理解を示す手紙を送っている。
1867年『生物原理』
1870年代、もっとも有名な哲学者となったスペンサーは、1869年までに出版した本や連載によって単身生活ができる程度の収入を得るようになっていた。著作はドイツ語、イタリア語、スペイン語、フランス語、ロシア語、日本語、中国語、その他多くの言語に翻訳され、ヨーロッパや北米各地で称賛を受けることとなった。スペンサーはAthenaeumクラブやXクラブといった紳士クラブのメンバーとして活動することとなった。こういった紳士クラブにはジョン・ティンダルやジョン・ラボックも参加しており、その縁でスペンサーは科学界でも影響力をもつようになった。
1870年『動物崇拝起源』、1872年『心理学言論』改訂版、1873年『社会学研究』、1876『社会学原理』出版。
1882年7月～11月にスペンサーはアメリカを訪れて各地で熱狂的な歓迎を受けていた。『総合哲学体系』シリーズ（1862～1896）はアメリカのコーマンス(Edward Living Youmans)らの援助によって刊行が可能になったのであり、読者はイギリスよりもアメリカに多く、1870～1880年代にはアメリカ全土に空前のスペンサー・ブームが起こった。
1889年、ウォレス『ダーウィニズム』（進化思想の解説書）が発刊され、スペンサーはこの表題によって進化論がダーウィンの名前のみで呼ばれてしまうことに憤っている。
人生最後の数十年は幻滅と孤独感が増大していたようだ。生涯結婚することはなく、また医師が診断できない痛みや病気を訴え心気症気味だったと伝えられている。1890年代のスペンサーは多くの親しい友を失い、政治への懐疑心を増すことで、周囲からの孤立を深めていた。そのことで彼の政治に対する姿勢は日に日に保守的になっていた。晩年保守的見解が強まり、『社会静学』では支持していた女性参政権にも反対するようになった。晩年まで著述を続け83歳で死去した。

## 思想・研究
スペンサーは1851年に『社会静学』を、1852年に『発達仮説』(The Developmental Hypothesis) を、1855年に『心理学原理』を出版した。それから『社会学原理』『倫理学原理』を含む『総合哲学体系』を35年かけて完成させるなど、多くの著作を出版した。

### 進化の考え方
自然淘汰（「最適者の残存」survival of fittest）とは、同質的なものから異質的なものへの変化が単なる混沌を生み出さないための保障としての観念であった。
　国は、進化の自然プロセスに干渉すべきものではないと考えたようです。彼は、国家的干渉を敵として、飽くまでも個人の自由を擁護したようです。そこに、彼の学説が同時代の日本の自由民権運動にとって一つの救済と見える理由があった。
　ダーウィンとの違いとしては、ラマルク的な形質遺伝の仕組みにたいする依拠することや、「進歩」を「不可避」なものと認識することの度合いのようです。

### 古典的自由主義
スペンサーは『社会静学』の中で「他の人々の同様な自由だけによって制限される平等な自由」という古典的自由主義の原理を提唱した。これはロバート・ノージックら20世紀のリバタリアンの先駆とされる。さらに、帝国主義と政府機能の拡大に反対した。最初の著作『政府の適正領域』で彼は「司法の執行だけが国家の唯一の義務」と主張している。

### 社会進化論
スペンサーの著作はかれの進化 (evolution) という着想に貫かれている。社会進化論という概念はこれらの著作から発している。彼の著作『第一原理』は現実世界の全ての領野に通底する進化論的原理の詳しい説明である。スペンサーは人間社会が軍事的タイプから産業的タイプに進化していくとした。
ポピュラーな用語「進化」と共に「適者生存 (survival of the fittest) 」という言葉は、ダーウィンではなく社会進化論のスペンサーの造語である。
スペンサー以前の近代自然法の論者は、自由とか平等といった理念が、すべてに早期に実現したいという前提から出発して、その後におけるその喪失と、恢復とを論証しようとする傾向にある。一方、スペンサーは原子状態を「平等な自由」の理念からもっとも遠い状態に見るところから出発して、その後におけるその実現ないし実現性を論証していた点に特徴がある。

### スペンサーの社会学
スペンサーは、オーギュスト・コントの実証主義(positivism)と社会学思想に大きな影響を受け、社会学の創始者の一人としても有名である。コントによれば、社会は三段階の一般的な法則によって進歩するという社会文化進化論を提唱していた。しかしスペンサーは、当時の生物学の影響を受け、コントの実証主義のイデオロギー的な側面を否定し、自身の唱えた生物学的、心理学的、社会学的に適応可能な進化の原理に基づいた社会学理論を構築しようとした。一般にこの社会学理論はラマルク主義と、俗に言う社会ダーウィニズムを混ぜ合わせたものとされているが、この見解はおおよそについては間違いである。一部社会ダーウィニズムとされる思潮と一致するものもみられるが、彼の著作に置いて中心となるのは社会の発展について、軍国的な社会と産業的な社会がどのように進化するのかであった。階層と服従の関係に構造化された軍国社会は、単純で未分化であり、産業社会は、自発的な契約上の社会的義務に基づいて、複雑であると区別されていた。スペンサーが「社会的生物」として概念化した社会は、普遍的な進化の法則に従って、より単純な状態からより複雑な状態へと進化していった。スペンサーは、社会の進化が（彼が最初に信じていたように）アナーキズムをもたらすのか、それとも、契約の執行と対外防衛という最低限の機能に縮小されたとはいえ、国家の継続的な役割を指し示しているのかについて、今では曖昧になっているが、産業社会は、『社会静学』の中で展開された理想的な社会の直系の子孫であった。
こうしたスペンサーの社会学は有機体のメタファーを用いて社会を「システム」として把握し、これを、維持、分配、規制の各システムに分かち、社会システムの「構造と機能」を分析上の中心概念とする。そのため、社会有機体説と呼ばれる。この点で、現代社会学における構造機能主義の先駆とされる。多くの人は、それは積極的に危険であると考えていた。ヴィルヘルム・ディルタイのようなこの時代の 解釈論者は、自然科学（Naturwissenschaften）と人間科学（Geisteswissenschaften）の 区別を開拓することになる。アメリカでは、社会学者のレスター・フランク・ウォードがアメリカ社会学会の初代会長に選出され、スペンサーの自由放任主義と政治倫理学の理論に対して執拗な攻撃を開始した。ウォードはスペンサーの仕事の多くを賞賛 していたが、スペンサーの以前の政治的バイアスが彼の 思想を歪め、彼を道に迷わせていたと信じていた 。20世紀に入る頃には、ドイツの社会学者の第一世代、特にマックス・ウェーバーは、方法論的な反実証主義を提示していた。しかし、自由放任主義、適者生存、自然法則のプロセスにお ける最小限の人間の干渉というスペンサーの理論は、 経済学や政治学の社会科学の分野で永続的であり、さらに は増大していく魅力を持っていた。

### 心理学
連合心理学の一人として上がられることがある。
連合主義心理学とは、物質にはない心の特徴は内省によって論理的に確証できることを明らかにして、すべての内容が経験される感覚から由来するとして経験主義の流れが強くなり形成される。
意識の形成の問題について、あたかも物理学において物体を少数の原子や分子の化合として説明したように、意識もこれをその要素である観念の連合法則によって説明していく。
スペンサーも連合主義心理学に含まれる。
彼の考えでは、進化の過程は等質な世界から異質なものを含む世界への動きであると考える。有機体は単純なものから複雑なものへと進化することによって、環境の、より複雑な変化にも対処できるようなり、よりよい適応ができるようになるようだ。スペンサーは環境の正確な知覚と、連合の蓄積による記憶と、それに基づく推論による環境についての知識はラマルクが描く遺伝、その種の適応はよりよいものとなり、適者としての生存の可能性は高まるとした。
一連の行動過程は環境への有機体の適応過程であるから、心理学は生物学の一部であるとしてることは、機能主義心理学を先取りするもの。
連合の中で快の結果を生むものは反復され、苦痛を生じるものはほうきされるといって、ソーンダイクの効果の法則を先取りした。
有機体の適応を進化論的に考察した事は、比較心理学のはじまりとも言われる。
情動と感覚を一次感情とみなし、記憶や観念は観念的感情として、すべて感情の側面から心の働きをとらえようとした。

## 日本との関係
1880～90年代の明治期日本では、スペンサーの著作が数多く翻訳され、「スペンサーの時代」と呼ばれるほどであった。たとえば、1860年の『教育論』は、尺振八の訳で1880年に『斯氏教育論』と題して刊行され、「スペンサーの教育論」として広く知られた。その社会進化論に裏打ちされたスペンサーの自由放任主義や社会有機体説は、当時の日本における自由民権運動の思想的支柱としても迎えられ、数多くの訳書が読まれた。

### 森有礼
1881年5月19日アシニアーム・クラブにおけるスペンサー主催晩餐会に森有礼が招かれている。当時、『社会学原理』第二巻5部（Principles of Sociology Vol.Ⅱ,pt. V,Political Institutions）を執筆中であったスペンサーは、日本の歴史と文化に非常な興味を抱き、その情報の多くを森から得ていたといわれる。スペンサーの著作のため、こうした日本に関する情報を提供した森が、同じ『社会学原理』の第一巻第二部を興味深く、かつ熱心に読んだであろうことは想像に難くないようだ。その第二章（A Society is an Organism）にはスペンサーの社会有機体説が最も詳細に述べられていたから。社会有機体説とは、社会を生物有機体との類推によって解釈しようとする学説のことで、ダーウィンの生物進化論からも強い刺激をうけつつ、十九世紀後半における社会学の基礎的な理論として一世を風靡した。
森は、彼自身、スペンサーと同様、産業社会の発展には楽観的な期待を抱いていたし、自由な経済競争や宗教に対する国家的不干渉が文明の進歩を促すと考えていた。社会が個々人の幸福のために存在する事も認めていた。だが、文明的に「半開」の状態にあるわが国が、彼の理論そのままに適用されるとは考えなかった。スペンサーの言葉を借りれば、日本はいまだ高度の社会有機体ではなかったから。そこで、森は、以前スペンサーが語った「保守的な忠告」を率直に受け入れ、それを制度改革上の基礎理論として授用することを思い立ったが如く。
この時のスペンサーの「忠告」とは、次のような内容のものであった。「森氏に対する私の忠告は、新しい諸制度は連続性を破壊することを阻止するために、できるだけ現在の諸制度に接ぎ木（grafted）されなければならない―新しいものによって古いものを取り換える（replacing）のではなく、古い形態を次第に大きな程度まで修正しなければならないということでした」
1883年の4月9日にもアシニアーム・クラブにてアーネスト・サトウとスペンサーと共に森有礼が会談をしている。

### 板垣退助
1883年5月5日、英国公使の森有礼の斡旋で、板垣退助がスペンサーと会見した時、板垣が「白色人種の語る自由とは、実質としては有色人種を奴隷の如く使役した上に成り立ってる自由であり、これは白人にとって都合の良い欺瞞に満ちた自由である」と発言したことに対して、スペンサーは、「封建制をようやく脱した程度の当時の未だ憲法をも有していない日本が、白人社会と肩を並べて語るには傲慢である」と論を退け、板垣の発言を「空理空論」となじり、尚も反論しようとする板垣の発言を制し「NO、NO、NO…」と席を立ち喧嘩別れのようになる一幕があった。
このようなことがあった事から、日本では欧米諸国に追いつくよう、社会制度の研究が緊急課題となり1886年には浜野定四郎らの訳によるスペンサーの『政法哲学』が出版されるようになった。
板垣退助は『社会静学』（松島剛訳『社会平権論』）を「民権の教科書」と評している。

### 金子堅太郎
1892年、金子堅太郎は日本人として初の国際公法学会の会員に推挙され学会（スイス）出席のため三度目の米国経由の海外旅行に出かけ、その際イギリスによりスペンサーと接触している。国際公法会に参列するということは、「日本国の条約改正ニ最モ重大ナル関係ヲ有スル」ので、まず米国に渡って、英国に赴いて同国の政治家や学士らの所説を探った後、「深思熟考シテ公法会ニ於テ為スベキ演説ノ方針及ビ順序等ヲ定メント予期シタ」からであった。その際、おそらく日本で名が知れていたため、ハーバート・スペンサーからも意見を聞きたいと思ったのでしょうか、ハーバート・スペンサーとは、ロンドンから遠隔地の別荘にいるとの理由で直接の対面は出来なかったが、金子は書簡で「今回渡欧ノ目的ヲ通報」したところ、同氏から「其ノ意見ヲ郵送」してきた。
次のように書き始められている。「当時の日本大使森氏から日本国憲法の草案を示された際、私は同氏に極めて保守的な勧告を申し上げ、今日まで専制政治に慣れて来た日本人が俄に立憲政治の能力を得るというのは不可能であると申したのであります。私の勧告を十分に考慮されなかったのではないかと私は惧れています。日本の国情に関する最近の報道によって推測する限り、貴国はあまり大きな自由を一度に与えたことに由来する禍害に直面しているように思われるます。」と述べ、「森氏に対する私の忠告は、新しい諸制度は連続性を破壊することを阻止するために、できるだけ現在の諸制度に接ぎ木（grafted）されなければならない―新しいものによって古いものを取り換える（replacing）のではなく、古い形態を次第に大きな程度まで修正しなければならないということでした」と1889年に日本国憲法の発布と同時に亡くなってしまった森有礼とスペンサーは何度も交友を重ねていたため、おそらく金子と話す際も森の実情を伝えることから始めたのだと思う。
なお、金子はスペンサーとの書簡でのやり取りによって、金子は、同氏が欧米を強者とし日本を弱者とする進化論の立場から日本の求める条約改正には反対であることを理解した。そこで彼は、同氏に対し一書を認めて、その厚意を謝するとともに、同氏の意見は、現行の条約を改正して治外法権を撤去し、全国を開放して外人の居住と外資の放下を許可するという「明治維新ノ原則」に悖ることになるとし、しかも日本人種は、古来から外国の文明に接触した時には、必ずこれをよく咀嚼して「適応利用」するという特性を有しているので、将来的にはそれほど憂えるに足りないと返書した。

### 井上哲次郎
スペンサーの愛読者であった哲学者の井上哲次郎は1880年代のドイツ留学中に、晩年身寄りもなくイギリスの地方を転々としていたスペンサーを探し、寄寓先のグラント・アレン宅までわざわざ訪ね、面会の記念に帽子と傘をもらった話を回顧録に残している。

## 著作
- Papers of Herbert Spencer in Senate House Library, University of London
- 『政府の適正領域』The Proper Sphere of Government（1843年）
- 『社会静学』Social Statics （1851年） ジョン・チャップマン
  - 邦訳：1877年尾崎行雄抄訳『権利提綱』、1881年松島剛訳『社会平権論』
- 『社會組織論』Social　Organism,1860 
  - 山口松五郎訳　明治
- 『刑法原理獄則論綱』PrisonーEthics,1860　
  - 山口松五郎訳　明治
- 『商業利害論』The Morals of Trade,1859 
  - 山口松五郎訳　明治
- 『教育論』 Education（1861年）
  - 堀秀彦訳『世界大思想全集 [第2期] 第9 (社会・宗教・科学思想篇 第9(コント・スペンサー)』河出書房新社 1960
  - 島田四郎訳 玉川大学出版部 西洋の教育思想 1981
- 『総合哲学体系』System of Synthetic Philosophy （1860年）  System of Synthetic Philosophy, 10巻
  - First Principles ISBN 0-89875-795-9 (1862)
  - Principles of Biology (1864, 1867; revised and enlarged: 1898),2巻
    - Volume I – Part I: The Data of Biology; Part II: The Inductions of Biology; Part III: The Evolution of Life; Appendices
    - Volume II – Part IV: Morphological Development; Part V: Physiological Development; Part VI: Laws of Multiplication; Appendices

  - Principles of Psychology (1870, 1880),2巻
    - Volume I – Part I: The Data of Psychology; Part II: The Inductions of Psychology; Part III: General Synthesis; Part IV: Special Synthesis; Part V: Physical Synthesis; Appendix
    - Volume II – Part VI: Special Analysis; Part VII: General Analysis; Part VIII: Congruities; Part IX: Corollaries

  - Principles of Sociology,3巻
    - Volume I (1874–75; enlarged 1876, 1885) – Part I: Data of Sociology; Part II: Inductions of Sociology; Part III: Domestic Institutions
      - 乗竹孝太郎訳『社會學之原理』1876 明治

    - Volume II – Part IV: Ceremonial Institutions (1879); Part V: Political Institutions (1882); Part VI [published here in some editions]: Ecclesiastical Institutions (1885)
    - Volume III – Part VI [published here in some editions]: Ecclesiastical Institutions (1885); Part VII: Professional Institutions (1896); Part VIII: Industrial Institutions (1896); References

  - Principles of Ethics, 2巻
    - Volume I – Part I: The Data of Ethics Archived 7 May 2005 at the Wayback Machine. (1879); Part II: The Inductions of Ethics (1892); Part III: The Ethics of Individual Life (1892); References
    - Volume II – Part IV: The Ethics of Social Life: Justice (1891); Part V: The Ethics of Social Life: Negative Beneficence (1892); Part VI: The Ethics of Social Life: Positive Beneficence (1892); Appendices
- The Study of Sociology (1873, 1896) Archived 15 May 2012 at the Wayback Machine.
- An Autobiography Archived 27 February 2011 at the Wayback Machine. (1904), in two volumes

See also Spencer, Herbert (1904). An Autobiography. D. Appleton and Company
- v1 Life and Letters of Herbert Spencer by David Duncan Archived 16 March 2011 at the Wayback Machine. (1908)
- v2 Life and Letters of Herbert Spencer by David Duncan Archived 17 August 2011 at the Wayback Machine. (1908)
- Descriptive Sociology; or Groups of Sociological Facts, parts 1–8, classified and arranged by Spencer, compiled and abstracted by David Duncan, Richard Schepping, and James Collier (London, Williams & Norgate, 1873–1881).

Essay Collections:
- Illustrations of Universal Progress: A Series of Discussions (1864, 1883)
- 『人間対国家』 The Man Versus the State (1884年）
  - 邦訳：鈴木栄太郎訳『個人對國家』内容諸科學の分類及社會有機體及個人對國家　社会科学研究会編纂　東京同会　大正12年
- Essays: Scientific, Political, and Speculative (1891), in three volumes:
  - Volume I (includes "The Development Hypothesis", "Progress: Its Law and Cause", "The Factors of Organic Evolution" and others)
  - Volume II (includes "The Classification of the Sciences", The Philosophy of Style (1852), The Origin and Function of Music", "The Physiology of Laughter", and others)
  - Volume III (includes "The Ethics of Kant", "State Tamperings With Money and Banks", "Specialized Administration", "From Freedom to Bondage", "The Americans", and others)
- Various Fragments (1897, enlarged 1900)
- Facts and Comments (1902)
- Great Political Thinkers (1960)

### その他の日本語訳
- (清水礼子訳) 科学の起源,進歩について,知識の価値『世界の名著 36　コント・スペンサー』中央公論社 1970
- 『知育・徳育・体育論』三笠乙彦訳 明治図書出版 世界教育学選集 1969
- 『ハーバート・スペンサーコレクション』森村進編訳 ちくま学芸文庫 2017　(政府の適正領域、社会静力学抄第四章乃至第十一章及第十八章乃至第十九章及第三十一章乃至第三十二章、人間対国家)

## 著作案内

### 進歩について (1857)
1857年『進歩について－その法則と原因』Progress its Law and Course、進化論の同質性から多様性
「個々の有機体が進化の過程で示す進歩という点では、この問題に対する回答はドイツ人たちによって与えられた。　ゲーテらの研究は、種子から木、卵から動物への発展を通じて行われる一連の変化が、構造の同質性から構造の異質性への発達であるという心理を証明した。」
「オーエン教授によれば、生物の各グループに属する古い例は、新しい例に比べて原型の一般性を離れる範囲が狭く―グループ全体に共通を基本的形態との隔たりが小さい。」
「私の最も尊敬する人（トーマス・ヘンリー・ハスクリー）によれば、現在得られる証拠はいずれにしても判断の正しさを証明するものではない」
「ドイツの生理学者たちによって有機体発展の法則として発見されたものが、あらゆる発展の法則であることを明確に示し得たと信ずる。」
「社会に加えられる一つ一つの力から多くの結果が生じ、この結果の増大によって異質性が増加する。そして力が作用する地域の異質性が大きいほど結果の数と種類も増す。」比較として未開人社会・同質的社会とイングランドを出している。
「ラファエロ前派（1848年-1853年頃）のような絵画の新しい流派が他の流派に及ぼす影響、あらゆる種類の絵画が写真術から得ているヒント、ラスキン氏の理論のような新しい批評理論の複雑な成果なども、結果の増加を示すもの。」

### 知識の価値(1859)
1859年『知識の価値（教育論第一章）』。ハーンの1891年のハワード教授との議論で使われている。
芸術と科学の関係について「絵画について言えば、たとえ合理的でなく経験的であっても、絵画的知識の必要はさらに顕著である。絵画の進歩とは、自然的効果を作り出す方法の知識の増大を意味する。このことは、教科書や講義を思い出すか、ラスキンの批評を考えるか、ラファエロ前派の活動を調べればわかる。科学の助けがなければ、いかに真面目に観察しても誤りは免かれ得ない。」「Ｊ・ルイース氏（John Fredrick Lewis1804-1876）は慎重な画家であるけれど、科学を知らないので、格子窓の影を反対側の壁にくっきりと投じている。もし彼が半影という現象をしっていれば、そのようには行わなかったであろう。」「ロセッティ氏も科学に無知なため、特定の光線の下で髪の表面に現れる特殊な虹色［その虹色というのは、光が髪の間を通る際の回折によって生ずる］を見て、現れるはずのない表面と場所にそれを描く誤りを犯している。」
「シナの絵がグロテスクなのは、外見の法則を全く顧みず、不合理な直線遠近法に頼って、空間遠近法を用いぬことによる。」
「天才が科学と結婚した時にのみ最高の結果は生み出される。」
「科学的研究に従事する人間は、詩情を他の誰よりも強く生き生きと感ずる。」
「ビュー・ミラー（Hugh Miller 1802-1856）の地質学書を読めば、科学とは死を殺すものではなく詩を生かすものであることがわかる。またゲーテの生涯を考えてみても、同じ活動の中に詩人と科学者が共存していることが認められるに違いない。」他にも1858年George Henry Lwes著の『海の研究』Seaside Studiesもその例に挙げている。
科学の教育への影響について「訓練手段としての科学が語学を遥かに凌駕するのは、科学が判断力を養うからである。王立研究所で行われた精神教育に関する講演の中でファラデー教授（Micheal Faraday1791-1867）が巧みに述べているように、最もありふれた知的欠陥というのは判断力の欠如なのである。ファラデー教授は次のように語っている。「一般に申しまして、社会は判断力の教育に無知であります。いや、自らの無知にも無知なのであります。」彼は、この状態の原因を科学的教養の不足と考える」
「ティンダル教授（John Tyndall1820-1893）は、帰納的研究について次のように語っている。「帰納的研究は我慢強い努力を求め、また、自然が示すものを謙虚に誠実に受け入れることを求める。成功の第一条件は率直な受容性であり、真理に反するとわかれば、いかに好きでも先入観のことごとく投げ出す自発性でる。実際何か気高いところのある自己放棄、俗人には絶対的にわからぬ自己放棄が、科学の真の崇拝者の私的経験において為されるのは珍しくない」
「科学の真理はひたすら権威に基づいて受容されるのではなく、誰でも自由にそれをテスト出来る。こうして自己の力に対する信頼が生まれ、この信頼は、正しい推論に自然が与える終始変わらぬ保証によってさらに深まって行く。また忍耐力と誠実さの訓練になる。」
「ハックスリ―教授は、最近の連続講演の終わりで次のように述べている。「真の科学と真の宗教は双生の姉妹で、引き離せば確実に両方とも死にます。科学の成功は、その宗教性に正確に比例し、宗教の繁栄は、その基盤の科学的な深さと堅固さに正確に比例します。哲学者の偉大な業績は知性の成果ではありません。むしろ、勝れて宗教的な精神的態度によって知性が導かれた成果であります。真理は、哲学者の論理の鋭さに応じたのではなく、むしろ、その忍耐力、愛、誠意、自制に応じたのです。」

### 『社会学研究』(1873年)
主として実証的なThe Study of Sociology研究方法を検討している。そこでは社会学の妨げとなる状況に関して説明があり、その中で「愛国主義による偏見」というものがあり、愛国主義が社会現象を科学的に扱うために必要な公平さを失わせると論じられているようだ。奴隷貿易、原住民への虐殺などへの公平性などがそれに関係する。また「客観的な難しさObjective difficalties」とは事実をひどく曲解することにより、観察と推測を無意識のうちに混同してしまうことのとも述べられている。
　
スペンサーの全著作中最も読み易く、かつ良く読まれ、アメリカ社会学の隆盛に決定的ともいえる影響を及ぼしたようだ。しかも自然科学的手法を重んじる社会科学への期待を宣言して、社会学を神学者や形而上学者の批判から擁護し弁護すべく執筆されたものと意義づけられている。
福沢諭吉も1876年に読んでいる。熊楠も1888年8月8日にスペンサーの『社会学研究』（1873）を購入し、1890年6月5日に読んだ。

### 『第一原理』(1862)
1862年から『総合哲学体系』Synthetic Philosophyシリーズの最初『第一原理』First Principlesを発刊。その後『生物学原理』Principles of Biology、『心理学原理』Principles of Psychology、『社会学原理』Principles of Sociology、『倫理学原理』Principles of Ethicsと刊行し、1896年に完結。自然、生物、人間社会を貫く原理ととしての「進化」を掲げた。
『総合哲学体系』の出版がアメリカのコーマンス（Edward Livingston Youmans1821-1887）らの援助によって刊行が可能になったのであり、読者はイギリスよりもアメリカに多く、1870-80年代にはアメリカ全土に空前のスペンサー・ブームが起こっていた（コーマンスは後に1872年月刊ポピュラーサイエンス誌（『PSM』）などを刊行）。
進化…物事は継続的な分化と統合の結果として、一貫性のない不明瞭な同質性が一貫性のある明瞭な多様性へと変化する」と定義している。
進化を全体として一定の方向性を持つものと措定する考え方は、たしかにダーウィンの自然淘汰説とは異なる。
「進化とは、継続的な分化と統合の結果として、一貫性のない不明瞭な同質性が一貫性のある明瞭な多様性へと変化することである」と述べている。
第一部が不可知界、第二部では可知界について論じている。
【第二部・可知界】
「現象」（Appearance）と区別された「存在」（Being）を定式化する（formulate）ことが哲学にとって不可能であるならば、哲学とは本当のところ一体何なのかと説く。また哲学の本質についての過去及び現在の考えはそのいづれをとってもすべてが誤りではなく、そこに見られる真理は一致するとそれとなく示している。哲学史の叙述では「変化する状態（variable state）を起こす変化しない存在（Invariable existence）とは何なのか」との問いに答えて曰く、水、空気、火が即ちそれである、と語ってる。スペンサーにって哲学と体系性は不可分。イギリスに「自然哲学」（Natural Philosophy）が起こり、その発達したものとして「実証哲学」Positive Philosophy（祖はコント）が生まれ、哲学のあいまいな観念はより限定され明確になると言っている。哲学は「機械的に記憶に集積された」（mechanically accumulated in memory）あるいは「百家全書的に積み上げられた」(heaped up in cyclo-paedians)単なる経験知よりもあらゆる点において事物を認識しうるとの信念を含んでいる。様々な真理が離れ離れになって、独立しているものと見做されている限り、それらが如何に一般的原則を持っているとしてもそれは哲学ではないというようだ。これらを「ある究極的真理の系」（corollaries of some ultimate truth）として考察するとき、哲学の固存性と呼び得るようになるようだ。哲学の真理は従って…科学の最高の一般原則を包括して統合するということである。哲学は粗末な観察の隗集から始まって、次第により広い、また特殊の事態と、より離れた命題を確定して行き、普遍的命題に帰着する過程の最終段階の所産である。
スペンサーの総合哲学にとって正に「関係」の認識は、その有機体説との関係においても不可分なのであるから。
第二章哲学の基礎（The data of philosophy）においては、すべての思想は諸々の思想の全体系（a whole system of thoughts）であって、各々の相関関係を断つならば、その思想は消滅するという。
真理の探究の「認識」…仮説はわれわれが認識行為においてその時々に理解する簡単なものをも含めてそれをなす意識状態と、「知覚」perceptionないし「反省」reflections,あるいはこれら両者に示されているある別の意識状態との一致を見て始めて立証されるのであり、この「一致」congruitiesの意識、あるいはそうでなくて「相互の関係が一致しない」correlatire incongruities意識のいずれかにより成立つ以外に認識は存在しない。
第10章「運動の律動性The　Rhythm of Motion」軌道を回る惑星の運動やエーテル粒子の波動であれ、演説の抑揚や物価の高下であれ」運動の律動性がみられるとスペンサーは要約するようだ。スペンサーは人間の精神活動にまでこの波動の律動性を見ようとしている。
第一原理は、福澤諭吉は1877年2月13日に明六社時代に読んでいる。熊楠は1888年11月26日、アナーバーにてスペンサーの『第一原理』を購入した。

### 『社会学原理』(1876)
スペンサーが「総合哲学大系」の最後にスペンサーが満を持して執筆したもの。世界各地の未開人の文化を統合した結果として語られる内容。スペンサーはみずからの学問を人類学と呼ばなかったが、これは当時人類学と言えば、第一に自然人類学と意味する傾向が強かったこと、第二にこの言葉が古物学的な方向性を有していたことが理由から。
『社会学原理』第１巻は全体として宗教・人類学的な観点から未開社会における信仰の発生、未開人の心性から宗教観念が発生してくる状況について説いている。一巻13章98節「霊魂、幽霊、精霊、鬼神などの概念」8章では「未開の思考」22章では「動物崇拝」を述べている。第六部「宗教制度」Eccclesiasitical Institutionsでは社会的な現象の中でも、宗教制度の現れ方は非常に明確に一般的な進化の法則を示す」といっている。。
1880年刊行『第一原理』第4回版序文においてスペンサーは『種の起源』から生み出されたという通念には根拠がないと述べている。
フェノロサの来日直後の講演では、スペンサー『社会学原理』第一巻第一部第１８章および第１２章と同じ論法で語った。フェノロサは講義でも『社会学原理』から（特に未開の社会の部分から）始め、最終的に『社会静学』にいたる構成だった。
1894年『ネイチャー』での熊楠の2つの英文論考もこの『社会学原理』第一巻を参照しているようだ。『社会学原理』（1883年～1896年断続的に出版）をアメリカからロンドンへ滞在する中購入した。

### 『記述社会学』Descriptive Sociology
スペンサーは『社会学原理』の執筆に先立って、（複数の研究者を雇って）膨大なデータ収集を計画し、シリーズで刊行していた。こうしたデータ集について、スペンサー自身は「生物学者の議論のために異なる種類の動物の機能や構造に関する研究が必要であるように」社会学の議論の基礎となるものであるとしている。1867年に開始されたシリーズ（～1934年）。
人類社会のすべての情報を総合しようとした意図があった。社会学・人類学・民俗学情報の体系的収集。
世界の諸民族の歴史および現状に関する具体的な資料を組織的に集大成した。（1873年～出版とも）

### 『動物崇拝起源』(1870年)
「未開人」savageあるいは「文明化されていない種族」uncivilised vacesの間に見られるトーテミズムに関して分析し、「ある部族が崇拝の対象物の子孫である」という「奇妙な信仰」がどのようにして生じたのかを推測しようとしているもの。
熊楠がアナーバーで1888年購入。1885年刊行の『フンボルト叢書』「三つの試論」に収録されている。